# Release (canção de Timbaland)
"Release" é o sexto single de Timbaland em seu segundo álbum de estúdio, Shock Value (2007) (quinto single mundial). A canção conta com participação de Justin Timberlake e tem batida e arranjos muito semelhantes aos de outras duas canções produzidas pela dupla, "SexyBack" e "LoveStoned", ambas faixas do álbum FutureSex/LoveSounds de Justin.
A canção, mesmo sem muita divulgação, entrou no Top 100 da Europa, o que a põe quase que certamente como o sexto single de Timbaland, o segundo com a participação de Justin. [carece de fontes?]